# マヒル・エムレリ
マヒル・エムレリ（Mahir Emreli, 1997年7月1日 - ）は、ロシア・トヴェリ出身のサッカー選手。1.FCニュルンベルク所属。アゼルバイジャン代表。ポジションはFW。

## 経歴
2015年7月16日、カラバフFKと3年契約を結んだ。
2021年6月6日、レギア・ワルシャワと3年契約を結んだ。しかし、12月にフーリガンの襲撃を受けたことからレギアでのプレーを拒否し、2022年2月に契約を解除した。直後に、NKディナモ・ザグレブに加入した。
2023年2月14日、コンヤスポルに期限付き移籍した。
2024年8月6日、1.FCニュルンベルクに移籍した。

### 代表歴
2017年3月9日のカタール代表との親善試合でA代表デビュー。

## 私生活
- 2018年にナイキとスポンサー契約を交わしている[9]。

- 2019年5月、父親の再婚に伴い、姓をマダトフからエムレリに変更した[10]。